# Асаубаева, Бибисара Ерхановна
Бибисара Асаубаева (каз. Бибісара Асаубаева, англ. Bibisara Assaubayeva; род. 26 февраля 2004, Тараз) — казахстанская шахматистка, международный гроссмейстер. Двукратная чемпионка мира по блицу (2021, 2022) — в 2021 году была самой молодой в истории шахмат чемпионкой в этом виде состязаний. Cеребряный призёр Чемпионата мира по рапиду (2021). Чемпион Азии (2021). Заслуженный мастер спорта РК (2023).
Происходит из рода табын племени жетыру. Бибисара не владеет казахским языком, считая, что его изучение занимает много времени. 

## Шахматная биография
Освоила первые правила игры в шахматы в 4 года, в 2008 г. 
Первым наставником в шахматах стал многократный чемпион Казахстана, опытный международный мастер Олег Иванович Дзюбан.
Выступая под казахстанским и российским флагами, за 5 лет - с 2011 по 2016 годы стала  пятикратной чемпионкой мира и двукратной вице-чемпионкой мира в разных детских и юношеских возрастных категориях.
Самый юный в истории шахмат обладатель звания Fide Master. Звание присвоено в 7 лет после победы в двух чемпионатах мира в 2011 году.
«Спортсмен года — 2012», в номинации «Прорыв года» (Казахстан, Астана).
Номинант и обладатель премии «Патриот года — 2013», Форум патриотов (Атырау, Казахстан).
Обладатель «Кубка Шейха Дубая — 2014».
В 2017 году в составе «Сборной Мира» победитель международного турнира «Матч Века» — Сборная США против Сборной Мира (Сент-Луис, США).
Номинант и обладатель Международной премии года «Золотой Мангуст» в области наиболее выдающихся достижений в мире спорта, Украина, Одесса, 2019 г.
С 2016 по 2018 год представляла Шахматную федерацию России, затем вернулась в Казахстан.
В 2020 году, выполнив третью норму, стала международным мастером ФИДЕ.                                                 
В июле 2025 года официально присвоено звание Международного гроссмейстера, GM FIDE

## Спортивные результаты

### Звания
- 2011 год — женский мастер ФИДЕ — самая молодая в истории шахмат (результат не превзойден до сих пор)[источник не указан 1275 дней]
- 2017 год — мужской мастер ФИДЕ
- 2019 год — гроссмейстер среди женщин ФИДЕ
- 2020 год — международный мастер      ФИДЕ[7]
- 2025 год - Гроссмейстер, GM ФИДЕ

### Достижения среди юниоров
- Май 2011 года — чемпионка мира среди школьниц до 7 лет, Краков, Польша.
- Ноябрь 2011 — в возрасте 7 лет, чемпионка мира среди девочек до 8 лет, Калдас-Новас, Бразилия.
- Май 2012 — в возрасте 8 лет, победитель чемпионата мира среди школьниц до 9 лет, Яссы, Румыния.
- Май 2013 — чемпионка мира среди школьниц до 9 лет, Порто-Карас, Греция.
- Июнь 2014 года — в возрасте 10 лет, вице-чемпионка Азии среди девочек до 12 лет, Ташкент, Узбекистан.
- Август 2014 года — победитель международного турнира на Кубок шейха Дубая — «Dubai Junior». Категория — до 14 лет.
- Сентябрь 2014 года — набрав 10 очков из 11 возможных, разделила 1—2-е место на чемпионате мира среди девочек до 10 лет. Дурбан, ЮАР.
- Октябрь 2016 года — чемпионка мира среди девочек до 12 лет, Батуми, Грузия.
- Сентябрь 2017 года — вице-чемпионка мира в категории «девочки до 14 лет», Монтевидео, Уругвай.

### Достижения среди профессионалов
В Алматы на Чемпионате мира по быстрым шахматам 2022 года стала двукратной чемпионкой мира в категории блиц. До этого в декабре 2021 года в Польше стала первым в истории Казахстана взрослым чемпионом мира по блицу за один тур до конца турнира — самой молодой в истории шахмат и серебряным призёром Чемпионата мира по рапиду.
Чемпион Азии во взрослых шахматах 2021 года — из-за пандемии соревнование проходило в формате онлайн в категории рапид.
В июне 2017 года принимала участие в мужском индивидуальном чемпионате Европы по шахматам в Минске, где выполнила норму международного мастера.
В декабре 2017 года Бибисара участвовала в чемпионате мира по рапиду и блицу среди женщин который проходил в Саудовской Аравии.
Стартовавшая с 93-го места из 100 участниц Чемпионата мира в Эр-Рияде, самая юная участница, 13-летняя Бибисара Асаубаева, завершила турнир с 9½ очка на 10-м месте, показав лучший результат среди россиянок. По итогам 15 туров ей удалось обойти Александру Костенюк, Екатерину Лагно, Александру Горячкину, Ольгу Гирю и многих других сильнейших шахматисток мира.
В 14 лет Бибисара выиграла бронзовую медаль в категории среди женщин на международном шахматном фестивале «Moscow Open 2019». Набрав 7 очков, она по коэффициенту опередила международного женского гроссмейстера Марину Гусеву (Московская область), которая заняла четвёртое место.
В 2019 году в составе сборной Казахстана приняла участие в командном чемпионате мира среди женщин (Астана, Казахстан).
Женская сборная Казахстана по итогу соревнования заняла пятое место, а сама Асаубаева показала лучший результат среди товарищей по команде (5 очков из 9).
В ноябре 2021 года в Риге она заняла 10-е место на турнире «Большая женская швейцарка ФИДЕ».

## Обвинения в использовании подсказок
В 2017 году на чемпионате мира среди юниоров, который проходил в Уругвае, тренер российской сборной и отец Елизаветы Соложенкиной, гроссмейстер Евгений Соложенкин опубликовал в социальных сетях, а затем и в интервью для известного шахматного новостного сайта утверждения, что выступавшая под российским флагом Асаубаева использовала во время турнира электронные подсказки и советовалась с кем-то в туалете по телефону.
Родителями несовершеннолетней Асаубаевой был подан гражданский иск о защите чести и достоинства в Басманный районный суд Москвы; 18 мая 2018 года суд отклонил требования истца. Решение суда первой инстанции было обжаловано в Московском городском суде. 14 декабря 2018 года был вынесен вердикт, согласно которому Соложенкин был признан виновным в распространении сведений, порочащих Асаубаеву, а также с него было взыскано 100 тысяч рублей. Ранее, 19 марта 2018 года, решением комиссии по этике Международной федерации шахмат Соложенкин был признан виновным в нанесении ущерба репутации участника шахматных соревнований и ему было запрещено участие и присутствие на любых официальных турнирах ФИДЕ, в том числе в качестве сопровождающего, в течение 18 месяцев.

## Изменения рейтинга
| Графики недоступны из-за технических проблем. См. информацию на Фабрикаторе и на mediawiki.org. |

## Награды
- Орден «Барыс» III степени (2024)[15].
- премия «Спортсмен года 2011».
- Международный орден «Золотой Мангуст».
- медаль «Шапагат»[источник не указан 1275 дней].
- «Лучшая шахматистка Азии 2021 среди женщин»[16].